# Boghos Bedros XII. Sabbaghian
Boghos Bedros XII. Sabbaghian, auch Paul Petrus XII. Sabbaghian (* 12. Februar 1836 in Aleppo, Syrien; † August 1915 in Konstantinopel), war Patriarch von Kilikien der armenisch-katholischen Kirche mit Sitz in Konstantinopel.

## Leben
Als Priester war Boghos Sabbaghian in Bzommar am Priesterseminar tätig. Hier entwickelte er sich zu einem Verfasser von rituellen und religiösen Büchern. Als Seelsorger setzte er sich besonders für die Armen ein.
Boghos Sabbagihan wurde am 28. August 1901 zum Bischof von Iskanderiya in Ägypten ernannt. Patriarch Boghos Bedros XI. Emanuelian weihte ihn am 21. November 1901 zum Bischof. Die Synode der Armenisch-katholischen Kirche ernannte ihn am 4. August 1904 zum Patriarchen von Kilikien. Der Heilige Stuhl bestätigte am 14. November 1904 diese Wahl. Der Patriarch wurde im April 1910 in den altersgemäßen Ruhestand versetzt und war bis zu seinem Tod im August 1915 Altpatriarch von Kilikien.
Er weihte Pietro Kojunian zum Nachfolger im Bischofsamts von Iskanderiya. Als Privatsekretär holte er sich Ignatius Maloyan an den Patriarchensitz. Neben dem Patriarchenamt war er gleichzeitig von 1904 bis 1909 Apostolischer Administrator der Eparchie Ispahan im Iran und Erzbischof der Erzeparchie Istanbul in der Türkei, die mit dem Patriarchat verbunden war.